# Pelegrina tristis
Pelegrina tristis är en spindelart som beskrevs av Maddison 1996. Pelegrina tristis ingår i släktet Pelegrina och familjen hoppspindlar. Inga underarter finns listade i Catalogue of Life.